# Élections municipales libyennes de 2014
Des élections locales ont eu lieu en Libye en 2014.

## Background
La Commission centrale libyenne des élections municipales, dirigée par Salem Bentahia en mars 2019, est responsable des élections des 120 conseils locaux créés en 2013.

## Élection
Les élections municipales de 2014 ont eu lieu au coût de 65 millions de dinars libyens et étaient généralement perçues comme démocratiques. Les conseils résultant des élections de 2014 ont été considérés par les Libyens, en 2018, comme "les organes élus les plus fiables et les plus légitimes" de Libye.

### Retrait de maires élus en 2016
Fin 2016, le major-général Abdul Razzaq Al-Nazhuri de l'Armée nationale libyenne (ANL) a remplacé plusieurs des maires municipaux élus de l'est de la Libye par des personnes non élues, principalement militaires. Au total, l'ANL a remplacé neuf conseils élus, sur 27 dans sa zone de contrôle, par des administrateurs militaires.

### Elections retardées de 2018
À Zawiya, Bani Walid et Dirj, les élections locales qui devaient avoir eu lieu en 2014 ont eu lieu en 2018. Les élections de Bani Walid en 2014 avaient échoué pour des "raisons de sécurité".